# Aga Zaryan
Aga Zaryan (születési nevén Agnieszka Skrzypek) (Varsó, 1976. január 17. –) nemzetközileg elismert lengyel dzsesszénekesnő.
Lemezei arany-, platina- és multiplatinum elismerésekben részesültek. 2008-ban a Fryderyk-díjat, a lengyel zeneiparág legrangosabb díját. A Gazeta Wyborcza (Lengyelország legszélesebb körben elterjedt újságjainak egyike) 2008-ban jelölte az Év Hölgye címre. 2007-2013. között a Jazz Forum magazin éves olvasói közvéleménykutatásaiban az Év Jazz Vocalistájának találta.
2014 novemberében fellépett Budapesten a Budapest Music Centerben.

## Lemezei
- 2002: My Lullaby
- 2006: Picking up the Pieces
- 2007: Beauty is Dying (Umiera Piękno)
- 2008: Live at the Palladium
- 2010: Looking Walking Being
- 2011: A Book of Luminous Things
- 2013: Remembering Nina & Abbey
- 2018: High & Low
- 2018: What Xmas Means To Me
- 2018: Live at Palladium
- 2022: Sara

## Díjak

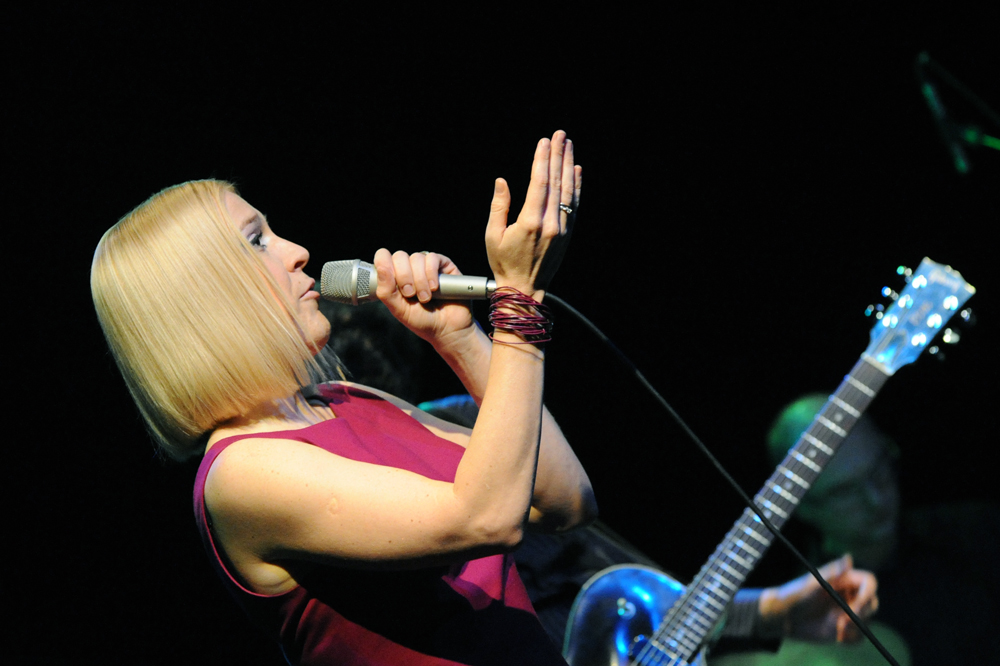

- Best Polish Female Jazz Vocalist, Jazz Forum's Readers Awards – 2007, 2008, 2009, 2010
- Best Poetic Album, Fryderyk Award for Beauty is Dying – 2008
- 50 Most Important Ladies of the Capital (Życie Warszawy) – 2008
- Best New Artist, Mateusz Award – Polish National Radio 3 award for Picking up the Pieces – 2007
- Second Prize at the International Jazz Vocalists, Competition in Zamość – 1998
- Muzyka jazzowa – album roku | Remembering Nina & Abbey – 2014 (jelölés)
- Muzyka jazzowa – artystka roku | Aga Zaryan – 2014 (jelölés)